# Алгабаський сільський округ (Кегенський район)
Алгаба́ський сільський округ (каз. Алғабас ауылдық округі, рос. Алгабасский сельский округ) — адміністративна одиниця у складі Кегенського району Алматинської області Казахстану. Адміністративний центр — село Жанаталап.
Населення — 1090 осіб (2021; 1640 у 2009, 1722 у 1999, 2130 у 1989).
Станом на 1989 рік існувала Алгабаська сільська рада (села Алгабас, Жанаталап, Жинішке).

## Склад
До складу округу входять такі населені пункти:
| Населений пункт | Населення, осіб (1989) | Населення, осіб (1999) | Населення, осіб (2009) | Населення, осіб (2021) |
| --------------- | ---------------------- | ---------------------- | ---------------------- | ---------------------- |
| Алгабас, село   | 971                    | 832                    | 763                    | 527                    |
| Жанаталап, село | 871                    | 616                    | 631                    | 463                    |
| --Болекжар      | -                      | -                      | -                      | 11                     |
| Жинішке, село   | 288                    | 274                    | 246                    | 89                     |